# تمارة دوبسون
تمارة دوبسون (بالإنجليزية: Tamara Dobson)‏ هي عارضة وممثلة أمريكية، ولدت في 14 مايو 1944 في بالتيمور في الولايات المتحدة، وتوفي بنفس المكان في 2 أكتوبر 2006 بسبب تصلب متعدد وذات الرئة.

## وصلات خارجية
- تمارة دوبسون على موقع IMDb (الإنجليزية)
- تمارة دوبسون على موقع ألو سيني (الفرنسية)
- تمارة دوبسون على موقع أول موفي (الإنجليزية)
- تمارة دوبسون على موقع قاعدة بيانات الأفلام السويدية (السويدية)
- تمارة دوبسون على موقع قاعدة بيانات الفيلم (الإنجليزية)
- تمارة دوبسون على موقع كينوبويسك (الروسية)